# Copidosomopsis tanytmemus
Copidosomopsis tanytmemus är en stekelart som beskrevs av Caltagirone 1985. Copidosomopsis tanytmemus ingår i släktet Copidosomopsis och familjen sköldlussteklar. Inga underarter finns listade i Catalogue of Life.